# Fortim do Espírito Santo
O Fortim do Espírito Santo localizava-se na Vila Velha (hoje cidade), no litoral do atual estado brasileiro do Espírito Santo.

## História
À semelhança das demais vilas fundadas nos primeiros anos da colonização pelos capitães donatários (São Vicente, na Capitania de São Vicente; Vila Velha (ou do Pereira), na Capitania da Bahia; Olinda, na Capitania de Pernambuco; Nazaré, na Capitania do Maranhão), a Vila Velha da Capitania do Espírito Santo também foi fortificada:
"Espírito Santo - vulgarmente Vila Velha. Os selvagens chamavam este estabelecimento de Mboab, que significava aldeia de gente calçada, ou simplesmente calçados. Fundada em 1535 por Vasco Fernandes Coutinho em sítio raso, junto ao monte de Nossa Senhora, foi a antiga capital da Província: teve uma fortaleza edificada pelo mesmo Coutinho, para se defender dos aymorés, que continuaram a atacar aquela povoação até 1558, em que foram derrotados por Fernando de Sá." (MARQUES, 1878:__)
Esta estrutura encontra-se referida por Jean de Léry ("Histoire d'un voyage en terre de Brésil", 1578), em início de 1557, a caminho da França Antártica:
"Costeando a terra na direção que tinhamos em mira [Sul], ao fim de nove ou dez léguas apenas deparamos com um fortim português denominado Espírito Santo (para os selvagens Moab). O forte, reconhecendo-nos, bem como à caravela aprisionada que trazíamos mandou-nos três tiros de canhão aos quais respondemos com juros. Como porém estavamos uns e outros fora do alcance da artilharia não houve danos de parte a parte." (LÉRY, 1972:45-46)
Existem referências posteriores a uma Fortaleza do Espírito Santo, atribuída à traça do Engenheiro-mor e dirigente das obras de fortificação do Brasil, Francisco de Frias da Mesquita (1603-1634), a partir de 1614.